# 韦思齐
韦思齐（603年—665年2月9日），名整，字思齐，以字行，京兆郡杜陵县（今陕西省西安市长安区）人，出自京兆韦氏郧公房，唐朝官员。

## 生平
韦思齐以秘书郎为起家官，升任魏王李泰王属，很快担任谘议参军，又转任蒲州长史，转任定州司马、兼任检校恒州长史，被征召担任太仆少卿，又出任将作少匠，转任内府少监、检校司农少卿，升任太府少卿、兼任检校尚书右丞。龙朔元年（661年），韦思齐因为丁忧离职，龙朔二年正月十五日（662年2月8日）被夺情出任外府少卿，又出任司稼正卿，麟德二年正月十九日（665年2月9日），韦思齐在永宁里私人住宅中去世，虚岁六十三，麟德二年岁次乙丑二月癸酉朔十日壬午（665年3月1日）葬于长安神和原的新城。

## 家庭

### 曾祖
- 韦孝宽，西魏尚书右仆射，北周大将军、大司空、雍州牧、太傅、上柱国、郧国公、食邑一万户，谥号襄公[1]

### 祖父
- 韦总，北周开府仪同三司、大将军、御伯、纳言、京兆尹、上柱国、河南郡开国公、谥号贞公[1]

### 父亲
- 韦匡伯，隋朝尚衣奉御、袭爵郧国公，真食江夏封三千户，改封舒国公，食封如故，谥号懿公[1]

### 兄弟姐妹
- 韦思言
- 韦思仁，唐朝尚衣奉御
- 韦氏，嫁王玄应
- 韦尼子，唐太宗昭容
- 韦檀特，嫁幽州范阳县县令杨政本

### 夫人
- 京兆杜氏，北周大将军、河内郡太守、丰乡公杜徽孙女，唐朝御史大夫、吏部尚书、安吉襄公杜淹之女，貞觀十一年八月廿三日（637年9月17日）在京城私人住宅去世，麟德二年岁次乙丑二月癸酉朔十日壬午（665年3月1日）与韦思齐合葬于长安神和原的新城[1]
- 博陵崔氏，唐朝沔州刺史崔奉贤之女，也合葬于神和原的新城[1]
- 柳无量力，出自河东柳氏西眷，北周行台左丞、武藏中大夫、兵部中大夫、使持节、车骑大将军、仪同三司、并州司会、并益二州刺史、康城县开国公柳带韦曾孙女，隋朝朝请大夫、职方侍郎、兵部侍郎、唐朝上轻车都尉、仪曹郎中、使持节莘州诸军事、莘州刺史柳续孙女，唐朝上柱国、岐州雍县令柳大顺之女，麟德元年十月廿二日（665年1月13日）封河东郡君，载初元年五月廿二日（690年7月3日）在昇平里私人住宅中去世，虚岁六十八。当年六月廿八日（690年8月8日）葬於明堂县神禾原

### 子女
- 韦纲，唐朝陕州芮城县县令[1]
- 韦纪，柳无量力所生，唐朝周王府参军[1]
- 韦戒定，原嫁右金吾卫长史裴勔，后在法寿寺出家为尼